# Etničke grupe Belgije
Etničke grupe Belgije, 10.480.000 stanovnika
- Ajsori	2.000
- Albanci, 3.400
- Angloamerikanci, 12.000
- Arabizirani Berberi, 	25.000
- Britanci	28.000
- Egipatski Arapi	11.000
- Filipinci	3.600
- Flamanci	5.773.000
- Francuzi	116.000
- Grci	17.000
- Iranci 3.600
- Kabili	50.000
- Khmeri	3.500
- Kinezi	16.000
- Kongoanci	14.000, govore lingala
- Kurdi, sjeverni	26.000
- Libijski Arapi	4.200
- Luksemburžani	4.400
- Marokanski Arapi	157.000
- Nijemci	96.000
- Nizozemci	102.000
- Poljaci	12.000
- Portugalci	63.000
- Romi, 	14.000
- Rusi	3.700
- Shawiya	38.000
- Španjolci	44.000
- Talijani	204.000
- Tuniški Arapi	7.300
- Turci	52.000
- Valonci	3.301.000
- Vijetnamci	3.200
- Židovi	41.000